# Wawrzyniec Kłodziński
Wawrzyniec Kłodziński herbu Łada (zm. w 1587 roku) – wojski sochaczewski.
Poseł województwa rawskiego na sejm 1576/1577 roku.